# (1421) Esperanto
(1421) Esperanto – planetoida z pasa głównego asteroid okrążająca Słońce w ciągu 5 lat i 160 dni w średniej odległości 3,09 au. Została odkryta 18 marca 1936 roku w Obserwatorium Iso-Heikkilä w Turku przez Yrjö Väisälä. Nazwa pochodzi od sztucznego języka esperanto. Przed jej nadaniem planetoida nosiła oznaczenie tymczasowe (1421) 1936 FQ.